# Jon Inge Kjørum
Jon Inge Kjørum, född 23 maj 1965 i Hamar i Hedmark fylke, är en norsk tidigare backhoppare och nuvarande idrottsledare. Han representerade Hamarkameratene.

## Karriär
Jon Inge Kjørum debuterade internationellt i världscupen i normalbacken i Planica i dåvarande Jugoslavien 22 mars 1986. Han blev nummer 13 i en tävling som vanns av Matti Nykänen från Finland. Kjørum slutade bland de tio bästa i en deltävling i världscupen i Holmenkollen (Holmenkollrennet) i Oslo 21 mars 1987 då han blev nummer 9. Han vann världscuptävlingen i Liberec i dåvarande Tjeckoslovakien 14 januari 1989 före hemmafavoriten Pavel Ploc och Ari-Pekka Nikkola från Finland. Säsongen 1988/1989 var Kjørums bästa i världscupen. Då blev han nummer 6 totalt. I samma säsong blev Kjørum nummer 6 sammanlagt i tysk-österrikiska backhopparveckan.
Kjørum tävlade i olympiska spelen 1988 i Calgary i Kanada. Han startade i tävlingarna i stora backen. Individuellt blev han nummer 15. I lagtävlingen vann han en bronsmedalj tillsammans med norska lagkamraterna Ole Christian Eidhammer, Ole Gunnar Fidjestøl och Erik Johnsen. Norska laget var 38,3 poäng efter segrande Finland och 29,4 poäng efter silvermedaljörerna från Jugoslavien.
Jon Inge Kjørum deltog i Skid-VM 1989 i Lahtis i Finland. Där tävlade han i alla tre grenarna. I normalbacken blev Kjørum nummer 5 (8,1 poäng efter Jens Weissflog från Östtyskland och 3,1 poäng från en prispallen. I stora backen blev han nummer 15. I lagtävlingen vann norska laget (Magne Johansen, Clas Brede Bråthen, Ole Gunnar Fidjestøl och Jon Inge Kjørum) silvermedaljerna, 19,0 poäng efter Finland och 30,5 poäng före laget från Tjeckoslovakien. Kjørum tävlade också under Skid-VM 1991 i Val di Fiemme i Italien. Då blev han nummer 40 (normalbacken) och 19 i de individuella grenarna. I lagtävlingen blev han nummer fyra, tillsammans med Espen Bredesen, Kent Johanssen och Rune Olijnyk, 22,8 poäng från en bronsmedalj.
Kjørum startade i skidflygnings-VM 1990 på hemmaplan i Vikersund. Där blev han nummer 12. Tävlingen vanns av Dieter Thoma från Västtyskland före Matti Nykänen och Jens Weissflog. Kjørum var 21,4 poäng från prispallen.
I norska mästerskapen har Kjørum vunnit 3 guldmedaljer (1987 i normalbacken i Kongsberg, 1988 i normalbacken i Vang nära hemstaden Hamar och 1989 i Steinkjer) och 2 bronsmedaljer i stora backen (1988 i Vang och 1989 i Rognan).
Jon Inge Kjørum hoppade i sin sista världscuptävling i Holmenkollen 15 mars 1992. Han blev nummer 61 av 70 tävlande. Kjørum avslutade då sin backhoppningskarriär.

## Senare karriär
Efter avslutad aktiv idrottskarriär har Jo Inge Kjørum bland annat varit tränare för norska landslaget i nordisk kombination. Han var under perioden februari 2011 till februari 2012 idrottsledare i ishockeyklubben Storhamar Dragons.